# Витриченко, Нина Михайловна
Нина Михайловна Витриченко (1954 — 2010) — тренер по художественной гимнастике.

## Биография
Родилась в городе Орджоникидзе, Северная Осетия, СССР (ныне г. Владикавказ, Республика Алания, Россия).
В 1961—1971 годах обучалась в средней школе и активно занималась художественной гимнастикой, выполнив в 14 лет норматив мастера спорта СССР, была одной из лучших гимнасток спортивного общества «Буревестник». В 1971 году поступает на филологический факультет (русское отделение) Одесского государственного университета им. И. И. Мечникова, и её приглашают в сборную команду Украинской ССР. В 1976 году окончила университет, защитив на «отлично» дипломную работу, связанную со спортивной тематикой.
В 1976—1996 годах работала работает тренером по художественной гимнастики спортивного клуба «Черноморец», Одесса (звание мастера спорта СССР позволяло выполнять такую работу). За эти годы она подготовила более 25 мастеров спорта СССР и Украины. Подготовила гимнасток для сборных молодёжных команд СССР и Украины. Самым большим достижением Нины Витриченко является подготовка дочери-гимнастки — бронзового призёра Олимпиады-96, 9-кратной чемпионки мира, 12-ти кратной чемпионки Европы, 4-е место на Олимпиаде-2000, 4-кратной абсолютной победительницы турнира «Grand Prix» Елены Витриченко. В 1997—2000 гг. была тренером национальной сборной команды Украины. В 2000 г. — судья Международной федерации гимнастики (ФИЖ) на Олимпийских играх в Сиднее. За спортивные достижения и заслуги перед Украиной Нина Витриченко награждена званиями «Заслуженный тренер Украины», «Заслуженный работник физической культуры и спорта Украины», орденом президента Украины «Княгиня Ольга». В последние годы жизни Нина Витриченко жила и работала в Испании, была главным тренером национальной сборной команды этой страны (2001). Она являлась ведущим экспертом программы «Академия» ФИЖ для тренеров всего мира. Нина Витриченко была блестящей в своей работе и полностью посвятила себя развитию мировой художественной гимнастики. С методикой её работы знакомы многие гимнастки России, Украины, США, Норвегии, Чили, Аргентины, Испании и других стран.